# Сорос, Джордж
Джордж Со́рос (англ. George Soros, венг. Soros György, Дьёрдь Шорош, имя при рождении: Дьёрдь Шварц венг. Schwartz György; род. 12 августа 1930, Будапешт, Королевство Венгрия) — американский трейдер, финансист, инвестор и филантроп. Сторонник теории открытого общества и противник «рыночного фундаментализма» (в этом направлении близок к социальным идеям Карла Поппера). Создатель сети организаций, известных как «Фонд Сороса». Член исполнительного комитета Международной кризисной группы. На сентябрь 2019 года его состояние оценивалась в 8,3 млрд долларов США.
Деятельность Сороса вызывает неоднозначную оценку в разных странах и различных кругах общества.

## Биография

### Происхождение
Родился 12 августа 1930 года в Будапеште в еврейской семье среднего достатка. Его отец, Тивадар Шварц, был адвокатом, видным деятелем еврейской общины города, специалистом по эсперанто и писателем-эсперантистом, бывшим офицером австро-венгерской армии, в Первую мировую войну попавшим в плен к русским и отправленный в Сибирь, откуда он сумел сбежать в Будапешт, мать — в девичестве Эржебет Суц (венг. Szucz Erzsébet), в замужестве — Элизабет Сорос, дочь преуспевающего владельца текстильного магазина. В 1936 году из опасений преследования нацистами семья поменяла свою венгерскую еврейскую фамилию на более венгерский вариант «Шорош» (Soros). У Джорджа был старший брат Пол — инженер, предприниматель и филантроп Пол Сорос (1926—2013).

### Детство и образование
Соросу было 13 лет в марте 1944 года, когда нацистская Германия оккупировала Венгрию. Семья пережила войну, купив поддельные документы, подтверждающие, что они христиане. Позже в том же году, в возрасте 14 лет, Сорос выдавал себя за христианского крестника чиновника министерства сельского хозяйства коллаборационистского правительства Венгрии, который при этом скрывал жену-еврейку. Однажды этот чиновник даже взял с собой подростка, когда проводил опись конфискованного имущества еврейской семьи. Тивадар спас не только своих ближайших родственников, но и многих других венгерских евреев, и Сорос позже писал, что 1944 год был «самым счастливым [годом] в его жизни», поскольку он дал ему возможность стать свидетелем героизма своего отца.
В 1947 году Сорос переехал в Великобританию, где поступил в Лондонскую школу экономики и политических наук и успешно её окончил через три года. Ему читал лекции австрийский философ Карл Поппер, который оказал на него большое влияние, идейным последователем которого он стал. В Англии первоначально имел низкооплачиваемую работу: спасатель в плавательном бассейне, швейцар на вокзале, рабочий на галантерейной фабрике, а затем превратился в коммивояжёра, но не оставлял поисков работы в банке. В 1953 году получил место в компании «Сингер и Фридландер». Работа и одновременно стажировка проходила в арбитражном отделе, который находился рядом с биржей.

### Карьера
К 1956 году относят начало карьеры Сороса на финансовом поприще. Он прибыл в Нью-Йорк по приглашению отца своего лондонского друга, некого Майера, который имел свою небольшую брокерскую фирму на Уолл-стрит. Первоначальный план состоял в том, чтобы после трудоустройства на фондовый рынок заработать 500 000 долларов, а затем вернуться в Лондон для изучения философии. Карьера в США началась с международного арбитража, то есть покупки ценных бумаг в одной стране и продаже их в другой. Сорос создал новый метод торговли, назвав его внутренним арбитражем — продажа по отдельности комбинированных ценных бумаг: акций, облигаций и варрантов прежде, чем они могли быть официально отделены друг от друга. В 1963 году Кеннеди ввёл дополнительный сбор на иностранные инвестиции, и Сорос закрыл свой бизнес.
К 1967 году он занимал должность руководителя исследований в Arnhold and S. Bleichroeder, известной брокерской компании, специализирующейся на европейских фондовых рынках.
В 1969 году Сорос становится управляющим фонда Double Eagle, основанного компанией Arnhold and S. Bleichroeder. В 1973 году ушёл из Arnhold and S. Bleichroeder и совместно с Джимом Роджерсом на основе активов инвесторов фонда Double Eagle основал фонд, позднее получивший название Quantum (термин из области квантовой механики). Сорос был старшим партнёром, Роджерс до ухода в отставку в 1980 году — младшим. Разделение труда по управлению фондом между Соросом и Роджерсом заключалось в том, что Роджерс проделывал основную часть аналитической работы, но решения о том, когда заключать сделки, принимал Сорос. Фонд осуществлял спекулятивные операции с ценными бумагами, валютами, биржевыми товарами и добился большого успеха, за время совместной работы с 1970 по 1980 год Сорос и Роджерс ни разу не терпели убытков, личное состояние Сороса к концу 1980 года оценивалось в 100 млн долларов, в июне 1981 года журнал Institutional Investor назвал Сороса величайшим в мире управляющим фонда. Несмотря на успехи фонда в долговременном периоде, у него были неудачные годы — если в 1980 году прибыль составила 100 %, то на следующий год фонд потерял 23 %. Решение Сороса во время «чёрного понедельника» в 1987 году закрыть все позиции и выйти в наличные стало одной из самых крупных неудач за его карьеру. Если до «чёрного понедельника» годовая прибыльность «Quantum» составляла 60 %, то через неделю фонд превратился в убыточный, с потерями 10 % в годовом выражении.
В 1988 году Сорос пригласил на работу в свой фонд Стэнли Дракенмиллера, игравшего важную роль в последующих инвестиционных решениях до 2000 года, когда он ушёл из Quantum. Считается, что на резком падении английского фунта против немецкой марки 16 сентября 1992 года Сорос заработал за день больше миллиарда долларов. Сорос стал называть этот день, известный как «чёрная среда», «белой средой», а его самого отмечают как «человека, который сломал Банк Англии», хотя его роль в падении фунта явно преувеличена.

### Бизнес в России
В 1997 году Сорос вместе с Владимиром Потаниным создал офшор Mustcom, который заплатил 1,875 млрд долларов за 25 % акций ОАО «Связьинвест», но после кризиса 1998 года цена акций упала более чем в два раза. Сорос в сердцах назвал эту покупку «худшим вложением денег за всю жизнь». После долгих попыток в 2004 году он продал акции ОАО «Связьинвест» за 625 млн долларов компании «Access Industries», возглавляемой Леонардом Блаватником. В конце 2006 года Блаватник продал блокпакет за 1,3 млрд долларов компании «Комстар-ОТС», входящей в АФК «Система».

### Филантроп
Постепенно Сорос отходит от финансовых спекуляций и декларирует благотворительную деятельность, в том числе в сфере образования и научных исследований. Выступает с заявлениями о необходимости и полезности ограничений в финансовой сфере, в том числе для снижения инвестиционных возможностей крупных финансовых структур.
26 июля 2011 года сделал заявление о закрытии своего инвестиционного фонда и возврате сторонним вкладчикам их инвестиций в размере около одного миллиарда долларов. Вкладчики были проинформированы об этом решении главы фонда специальным письмом. Как заявил в тот же день Сорос, — начиная со следующего года, он будет заниматься приумножением только личного капитала и средств своей семьи. Заместители председателя правления фонда, сыновья Сороса Джонатан и Роберт пояснили, что решение о закрытии фонда связано с изменениями в американском законодательстве, которые разрабатываются в рамках проводимой сейчас в США финансовой реформы. Речь идёт о новом законе Додда — Франка, известном по имени его разработчиков — конгрессменов Криса Додда и Барни Франка, который накладывает на хедж-фонды ряд существенных ограничений: до марта 2012 года все действующие на территории страны хедж-фонды должны обязательно пройти регистрацию в Комиссии по ценным бумагам и биржам США, а также хедж-фондам вменяют в обязанность раскрыть всю информацию о своих инвесторах, активах, инвестиционной политике, а также возможных конфликтах интересов.

## Семья
Был трижды женат и имеет пятерых детей, троих от первого брака и двоих от второго.
Первая жена — Аннализ Витчак (род. 1934), брак с которой был заключен в 1960 году, развелись в 1983 году.
Дети от первого брака: Роберт Дэниел Сорос (род. 1963), Андреа Сорос Коломбель (род. 1965) и Джонатан Тивадар Сорос (род. 1970).
В 1983 году Джордж Сорос женился второй раз на Сьюзен Вебер (род. 1954). Они развелись в 2005 году. Дети от второго брака: Александр Сорос (род. 1985) и Грегори Джеймс Сорос (род. 1988).
В сентябре 2013 года женился в третий раз, его избранницей стала 42-летняя инструктор по йоге Тамико Болтон (род. 1971), с которой они познакомились за пять лет до этого.

## Финансовая деятельность
По оценкам, общая сумма доходов Сороса от финансовой деятельности составляет около 44 миллиардов долларов США.
Знаменитым Сорос стал после «чёрной среды» 16 сентября 1992 года — дня значительного падения стоимости фунта стерлингов относительно немецкой марки. Считается, что за один день его прибыль составила более миллиарда долларов.
Основные спекуляции на мировых финансовых рынках осуществлял через хедж-фонд «Quantum Fund NV», зарегистрированный на принадлежащем Нидерландам карибском острове Кюрасао из-за офшорных условий. Это самый крупный фонд внутри контролируемой Соросом группы Quantum Group of Funds.
Существует две основных точки зрения касательно финансовых успехов Сороса. Согласно первой, своими удачами Сорос обязан дару финансового предвидения. Другая гласит, что в принятии важных решений Сорос использует инсайдерскую информацию, предоставляемую высокопоставленными лицами из политических и финансовых кругов крупнейших стран мира. Например, известно, что накануне чёрной среды 1992 года Сорос беседовал с Гельмутом Шлезингером, президентом Бундесбанка, и выяснил отсутствие у Германии намерений понижать в ближайшее время учётную ставку, что позволило ему действовать более уверенно.
По словам самого Сороса, ключевая часть его успеха заключается в признании и исправлении собственных ошибок. Также он попытался объяснить свои успехи применением собственной теории рефлексивности фондовых рынков, согласно которой решения о покупках и продажах ценных бумаг принимаются на основе ожиданий цен в будущем, а поскольку ожидания — категория психологическая, она может быть объектом информационного воздействия. Атака на валюту какого-либо государства состоит из последовательных информационных ударов через СМИ и заказные статьи в аналитических изданиях, сочетающихся с реальными действиями валютных спекулянтов, расшатывающих финансовый рынок.
В 2002 году Парижский суд признал Джорджа Сороса виновным в получении конфиденциальных сведений в целях извлечения прибыли и приговорил к штрафу в 2,2 миллиона евро. По мнению суда, благодаря этим сведениям миллионер заработал около 2 миллионов долларов на акциях французского банка Société Générale. Впоследствии штраф был сокращён до 0,9 млн евро. Сорос обратился в Европейский суд по правам человека, но тот в 2011 году не усмотрел в осуждении нарушений, четырьмя голосами против трёх.
Сам Сорос заявил, что если в правилах валютного регулирования есть лазейка, то это проблема не его, а тех, кто пишет правила, и у него нет моральных проблем, когда его называют спекулянтом.

## Фонд «Открытое общество»
Первый из фондов, составивших сеть фондов «Открытое общество», Сорос учредил в Венгрии в 1984 году. Организация начала с оборудования библиотек и образовательных учреждений фотокопировальными машинами, в дальнейшем выдавала гранты в самых разных областях (от поддержки социальных исследований до негосударственных театральных трупп). Среди местных демократических политиков, получавших в конце 1980-х годов финансирование от венгерского фонда «Открытое Общество», был и будущий премьер-министр Венгрии и видный критик Сороса Виктор Орбан: он год обучался в Оксфордском университете по стипендии фонда.
В 1980-х Сорос продолжил учреждать фонды в странах соцлагеря. Как правило фонды открывались быстро, набирали в штат местных сотрудников и работали со значительной автономией, сокращая бюрократические издержки. При этом Сорос сохранял за собой возможность ручного управления: в совет директоров головного фонда «Открытое Общество» долгое время входили только сам финансист, его жена Сьюзен Уэбер и личный юрист Уильям Зейбл.
Второй фонд «Открытое Общество» открылся в Китае в 1986 году. Предварительная договорённость о его создании была достигнута в ходе переговоров Сороса и китайской делегации, состоявшихся в Будапеште в июне 1986 года. Решение об установлении контактов было одобрено лично генеральным секретарём ЦК КПК Чжао Цзыяном. В октябре того же года при поддержке Ассоциации молодых экономистов КНР был основан пекинский офис организации. Целью фонда заявлялось «установление личных отношений с лидерами КНР с целью обмена взглядами на проблемы экономических реформ в стране». К маю 1989 года Сорос вложил в китайский фонд до 2,5 млн долларов. Из этих денег оплачивались расходы на поездки китайских экономистов в США, закупку западной литературы по социально-экономической проблематике, создание политического клуба-«салона», а также проведение культурных мероприятий. В связи с отказом властей от сотрудничества с фондом в КНР он был закрыт в мае 1989 года. По данным МГБ КНР, личный представитель Сороса в Китае Лян Хэн являлся агентом ЦРУ, в руководство фондом входили четверо граждан США, также связанные с американской разведкой.
В 1988 году в СССР был создан советско-американский фонд «Культурная инициатива» для поддержки науки, культуры и образования, но вскоре фонд был закрыт, поскольку Сорос был недоволен тем, как он управлялся: по его словам, «открытое общество» строилось закрытым обществом людей с советским менталитетом. На смену «Инициативе» пришёл институт «Открытое общество». В 1990-х годах Сорос начал вкладывать в российские проекты существенно больше денег. Главными направлениями на первом этапе оказались наука и образование. Также в 1988 году с целью включения хозяйственного комплекса СССР в современную мировую экономическую систему предложил создать «открытый сектор в советской экономике», однако по разным причинам эта работа была остановлена. В 1995 году было принято решение организовать в России новый фонд «Открытое общество». С 1996 по 2001 год Фонд Сороса вложил в проект «Университетские центры Internet» около 100 миллионов долларов, в результате чего на территории России появились 33 интернет-центра. Более 30 000 российских учёных в середине 1990-х годов получили гранты для поддержки своих исследований; эта помощь поступила в критически тяжёлый для фундаментальной науки в России период — и для конкретных людей часто означала настоящее спасение.
В начале 1990-х, посетив Скопье в ходе турне по странам Восточной Европы, в которых работала сеть фондов, Сорос стал горячим сторонником независимой Македонии и её первого президента Киро Глигорова. Он поддерживал её в споре с Грецией об именовании страны (несмотря на лоббистские усилия Сороса, администрация Клинтона приняла решение использовать вариант «Бывшая югославская республика Македония», который стал и международным стандартом). Активно Сорос был вовлечён в украинскую политику: украинский фонд «Возрождение» возглавил влиятельный экономист Богдан Гаврилишин, в дальнейшем бывший советником при нескольких администрациях, а получение Украиной крупного займа от Международного валютного фонда в 1994 году связывают с поддержкой Соросом победившего на президентских выборах в том же году Леонида Кучмы: при посредничестве Сороса Кучма нанял команду советников во главе с Андерсом Ослундом, после чего переговоры о выдаче займа увенчались успехом.
Деятельность Фонда Сороса была прекращена в Республике Беларусь в 1997 году.
В 1995—2001 годах по Международной соросовской программе образования в области точных наук (ISSEP) издавался ежемесячный Соросовский образовательный журнал (СОЖ). Публикации СОЖ имели естественно-научное направление; целевая группа — старшеклассники. Журнал бесплатно рассылался по школам (более 30 тыс. экземпляров), муниципальным и вузовским библиотекам (3,5 тыс. экземпляров).
В конце 2003 года Сорос официально свернул финансовую поддержку своей деятельности в России, а в 2004 году Институт «Открытое общество» перестал выдавать гранты. Но созданные при содействии Фонда Сороса структуры и теперь работают без его непосредственного участия: Московская высшая школа социальных и экономических наук (МВШСЭН, создана в 1995 году на грант фонда Сороса), фонд культуры и искусства Институт «ПРО АРТЕ», Международный благотворительный фонд имени Д. С. Лихачёва, некоммерческий фонд поддержки книгоиздания, образования и новых информационных технологий «Пушкинская библиотека».
В ноябре 2015 года Генеральная прокуратура России признала фонды «Открытое общество» и «Содействие» «нежелательными организациями». По мнению российских властей, деятельность этих фондов угрожает конституционному строю страны (см. также ниже ).

## Политическая активность и лоббизм
В политической области проявил себя как спонсор и влиятельный лоббист. Широко распространено мнение, что он сыграл важную роль в падении коммунистических режимов в восточной Европе в ходе «бархатных» революций 1989 года. Приписывают ему и видную роль в подготовке и проведении грузинской «революции роз» 2003 года, хотя сам Сорос и утверждал, что его роль была крайне преувеличена прессой.

### Российский дефолт 1998 года
Михаил Касьянов вспоминал, как при получении Россией поддержки МВФ в сложной ситуации 1998 года, 13 августа «Джордж Сорос выступил с заявлением, что России необходима девальвация и что МВФ недооценивает всей серьёзности проблемы. Рынок открылся и тут же „умер“. На следующий день президент Борис Ельцин поклялся, что девальвации не будет…».

### Выборы президентов США
В США проявил большую активность во время президентской кампании 2004 года, поскольку считал политику Буша опасной для США и мира. Он потратил 27 млн долларов на пропаганду изменений в американской политике. Однако на выборах в 2004 году победу одержал Джордж Буш. С 2005 года Сорос способствовал созданию и финансированию Демократического альянса — организации, объединяющей и направляющей американских прогрессистов внутри демократической партии.
Сорос поддерживал кандидатуру Хиллари Клинтон на президентских выборах в США в 2016 году. К концу 2010-х годов являлся одним из крупнейших доноров для демократической партии и её кандидатов на пост президента США.
Негативно оценивал первое президентство Дональда Трампа. На выборах 2024 года поддерживал кандидатуру Камалы Харрис.

### Легализация марихуаны
Считается одним из главных спонсоров кампаний за реформы в законодательном регулировании оборота наркотиков, в том числе движения за легализацию марихуаны и декриминализацию употребления наркотиков. По его мнению, легализация марихуаны одновременно увеличит поступления в бюджет и снизит число преступлений, которые сопутствуют незаконному обороту наркотиков. С 1994 года по 2014 год Сорос пожертвовал на поддержку реформ в этой отрасли около 200 млн долларов США. Крупнейшим получателем его пожертвований является Альянс по наркополитике. В 2007 году направил 400 тыс. долларов на поддержку прохождения в сенате и палате представителей Массачусетса акта о либерализации и смягчении наказаний за владение и потребление марихуаны, в 2008 году этот закон был принят. В 2010 году Сорос жертвовал 1 млн долларов на аналогичную инициативу в Калифорнии, однако референдум завершился её отклонением. В 2016 году в Калифорнии был принят Акт об использовании марихуаны, легализовавший личное использование в рекреационных целях для лиц старше 21 года.

### Брексит
Выступал противником Брексита, видя в нём нанесение большого урона Великобритании в пропорциональном отношении, а Европе — в абсолютном.

### Изменение климата
Выступал в поддержку введения налога на сверхбогатых, средства от которого можно было потратить на борьбу с климатическими изменениями. В 1997 году писал, что капиталистическая политика, с её уверенностью в превосходстве рынка, являлась новой угрозой для любого открытого общества.

### Украина
В начале января 2015 года Сорос выступил с призывом оказать Украине срочную финансовую помощь в размере 20 млрд евро в контексте войны на востоке страны. «Немецкие экономические новости» цитируют Сороса, который заявил, что «нападение России на Украину — это прямое нападение на ЕС и его принципы».
12 ноября 2015 года президент Украины Пётр Порошенко наградил Джорджа Сороса орденом Свободы. Порошенко отметил значительную роль международного фонда «Возрождения», основанного Соросом, в развитии украинского государства и утверждении демократии. Кроме того, Порошенко выразил благодарность за усилия Сороса и его долгосрочный комплексный план по поддержке Украины, а также за профессиональные советы по вопросам государственных финансов.

## Благотворительность
Активно занимается благотворительностью, обычно через свои фонды. Финансировал множество проектов в области образования, прав человека и демократии.
Во время боснийской войны выделил 50 млн долларов для помощи осаждённым жителям Сараево.
В 2017 году предприниматель перевёл в фонды «Открытое общество» 18 млрд долларов.
Перевёл 10 миллионов долларов на программу, направленную на борьбу с ростом преступности на почве расовой ненависти в США. На 2020 год запланированный бюджет американского фонда составлял 185 млн долл. (в 2016 его размер был вдвое меньше).
По данным на сентябрь 2019 года сумма благотворительных пожертвований Сороса составила около 32 миллиардов долларов США.

## Оценки и критика
Деятельность Сороса, кроме положительных оценок, вызывает также критику. В Великобритании долгое время был известен как человек, который «разорил» Банк Англии. Американский экономист Пол Кругман в 1996 году предложил термин «соросы» для обозначения крупных спекулянтов, которые запускают валютные кризисы для «наживы и удовольствия».

### Обвинения в заговоре
Противники Сороса по обе стороны Атлантики видят в нём олицетворение всех проблем: главу глобалистов, подрывающего основы общества, проповедника разрушения христианства через иммиграцию.
Крайне правые политики и популисты во многих странах мира утверждают, что Джордж Сорос является центральной фигурой «всемирного еврейского заговора». Так, Президент Турции Реджеп Тайип Эрдоган заявил, что Сорос является стержнем еврейского заговора, цель которого — разделить и расшатать Турцию и другие страны. В Италии Сороса обвиняют в желании наполнить страну мигрантами. Лидер британской партии брексита Найджел Фарадж утверждал, что Сорос активно призывает мигрантов наводнить Европу и «во многом является главной угрозой для всего западного мира». Премьер-министр Венгрии Виктор Орбан утверждает, что у Сороса есть тайный план — наполнить Венгрию мигрантами и уничтожить нацию.
В 2018 году парламент Венгрии принял законопроект «Остановить Сороса», который, помимо прочего, облагает налогом в 25 % любую организацию, оказывающую помощь мигрантам. Основанный предпринимателем Центрально-Европейский университет был вынужден перенести большую часть своей деятельности из Будапешта в Вену.

### Покушения
В 2018 году по почте в жилую резиденцию Джорджа Сороса в Нью-Йорке было отправлено взрывное устройство.

## Награды
- Президентская медаль Свободы (4 января 2025 года, США)[48].
- Командор ордена Трёх звёзд (11 октября 2002 года, Латвия)[49].
- Командор Большого креста ордена Великого князя Литовского Гедиминаса (13 октября 1995 года, Литва)[50].
- Орден Креста земли Марии 1 класса (9 февраля 1998 года, Эстония)[51].
- Командор со звездой ордена Заслуг перед Республикой Польша (31 октября 2012 года, Польша)[52][53].
- Командор ордена Заслуг перед Республикой Польша (15 июля 1996 года, Польша)[54].
- Большой крест ордена Заслуг (2004, Венгрия).
- Командор со звездой ордена Заслуг (1994, Венгрия).
- Орден «Стара-планина» I степени (1997, Болгария).
- Орден Свободы (1 марта 2002 года, Словения)[55].
- Орден Свободы (12 ноября 2015 года, Украина) — за значительные личные заслуги в укреплении международного авторитета Украинского государства, весомый вклад в реализацию социально-экономических реформ, многолетнюю плодотворную благотворительную деятельность[56].
- Орден «Манас» III степени (2 июня 2003 года, Кыргызстан) — за большой вклад в социально-культурное развитие Кыргызстана, укрепление демократических институтов и становление открытого общества[57].
- Большой крест ордена Африканского искупления (Либерия).
- Золотой Почётный знак «За заслуги перед Веной» (2019 год)[58].
- В июне 2019 года получил премию Schumpeter-Preis[нем.] за «преданность идеалам свободы и поддержку науки»[59].
- Царскосельская художественная премия (1999).
- Вид ос Pseudoscolia sorosi назван в честь Сороса за поддержку научной работы[60].

## Сочинения
- Сорос Дж. Советская система: к открытому обществу. — М.: Политиздат, 1991. — 222 с. — ISBN 5-250-01468-2.
- Сорос Дж. Сорос о Соросе. — М.: Инфра-М, 1996. — 336 с. — ISBN 5-86225-305-X.
- Сорос Дж. Кризис мирового капитализма. Открытое общество в опасности. — М.: Инфра-М, 1999. — 262 с. — ISBN 5-16-000002-X.
- Сорос Дж. Алхимия финансов. — М.: Инфра-М, 2001. — 208 с. — ISBN 5-86225-166-9.
- Сорос Дж. Алхимия финансов. — М.: ООО «И. Д. Вильямс», 2010. — 352 с. — ISBN 978-5-8459-1649-5.
- Сорос Дж. Мыльный пузырь американского превосходства. На что следует направить американскую мощь / Пер с англ. — М.: Альпина Бизнес Букс, 2004. — 192 c. — 10 000 экз. — ISBN 5-9614-0042-5 (рус.), ISBN 1-58648-217-3 (англ.).
- Сорос Дж. Открытое общество. Реформируя глобальный капитализм / Пер. с англ. — М.: Некоммерческий фонд «Поддержки культуры, образования и новых информационных технологий», 2001. — 458 с. — 10 000 экз. — ISBN 5-94072-001-3.
- Сорос Дж. О глобализации. — М.: Эксмо, 2004. — 224 с. — ISBN 5-699-07924-6.
- Сорос Дж. «Фонд» для России. Что было, что будет. — М.: Алгоритм, 2015. — 224 с. — (Опасное знание). — 2000 экз. — ISBN 978-5-906798-99-2.
- Сорос Дж. Новая парадигма финансовых рынков. — М.: Манн, Иванов и Фербер, 2008.

### Комментарии
1. ↑  12 ноября 2015 года президент Украины Пётр Порошенко наградил Джорджа Сороса орденом Свободы за помощь в укреплении финансовой системы страны
2. ↑  Утром в понедельник 17 августа 1998 года Правительство России и Центральный банк объявили о техническом дефолте по основным видам государственных ценных бумаг и о переходе к плавающему курсу рубля в рамках резко расширенного валютного коридора (его границы были расширены до 6 — 9,5 рубля за доллар США). Позже ЦБ фактически отказался от поддержки курса рубля. Если 15 августа 1998 года официальный курс за доллар США составлял 6,3 рубля, то 1 сентября 1998 года — 9,33 рубля, 1 октября — 15,9 рублей.
3. ↑  Мнение о пользе легализации марихуаны широко распространено среди политиков и экономистов либерального направления[40].
4. ↑  В том же месяце Генеральная прокуратура России признала фонды Сороса «Открытое общество» и «Содействие» «нежелательными организациями».

### Сноски
1. ↑  Internet Movie Database (англ.) — 1990.
2. ↑  Kellner P. George Soros // Encyclopædia Britannica (англ.)
3. 1 2  George Soros (англ.) // Forbes.com : magazine. Архивировано 24 сентября 2010 года.
4. ↑  crisisgroup.org. Дата обращения: 16 марта 2011. Архивировано 3 февраля 2011 года.
5. 1 2  Kenneth P. Vogel[англ.]; Scott Shane; Patrick Kingsley. How Vilification of George Soros Moved From the Fringes to the Mainstream (англ.) // The New York Times. — 2018. — 31 October. — ISSN 0362-4331. Архивировано 1 ноября 2018 года.
6. ↑  Paul Soros (некролог в The New York Times). Дата обращения: 1 октября 2017. Архивировано 16 июня 2013 года.
7. ↑  Kaufman, 2002, p. 5,37.
8. 1 2 3 4 5 6 7 8 9 10 11 12 13 14 15 16 17 18  Walker, Shaun (2 ноября 2019). George Soros: 'Brexit hurts both sides – my money was used to educate the British public'. Guardian (англ.). Архивировано 2 ноября 2019. Дата обращения: 2 ноября 2019.
9. 1 2 3  Как Джордж Сорос стал сначала иконой, а потом посмешищем Уолл-стрит | Forbes.ru. Дата обращения: 17 января 2014. Архивировано 19 февраля 2014 года.
10. ↑  Арнольд, Глен, 2014, с. 197.
11. ↑  Джек Швагер Биржевые маги. — М.: Издательский дом Диаграмма, 2004.
12. 1 2  Слейтер, 1996.
13. ↑  Джордж Сорос призывает разукрупнять банки. Архивировано 31 января 2010 года. // BBC 27 января 2010
14. ↑  Отрывок из письма: «Мы благодарим всех, кто вкладывал деньги в фонд на протяжении последних 40 лет. Мы надеемся, что с течением времени вы были вознаграждены за ваши вклады в фонд»
15. ↑  Со следующего года Джордж Сорос будет заниматься приумножением капитала только своей семьи
16. ↑  Знаменитый американский миллиардер Джордж Сорос женится в третий раз. Дата обращения: 22 сентября 2013. Архивировано 27 сентября 2013 года.
17. 1 2  Why is billionaire George Soros a bogeyman for the hard right? Архивировано 7 сентября 2019 года., BBC, 7.09.2019
18. ↑  Сорос Джорж. Дата обращения: 9 ноября 2009. Архивировано из оригинала 2 февраля 2010 года.
19. ↑  Джордж Сорос признан виновным
20. ↑  Пресс-релиз ЕСПЧ. Архивировано 18 октября 2011 года. 06.10.2011. (англ.)
21. ↑  George Soros. Soros on Soros: Staying Ahead of the Curve. — John Wiley & Sons, 1995. — С. 83—84. Архивировано 2 декабря 2023 года.
22. 1 2 3  Bruck, C. The World According to George Soros. The New Yorker (15 января 1995). Дата обращения: 14 июня 2021. Архивировано 17 октября 2014 года.
23. ↑  Доклад МГБ КНР ЦК КПК «Об идеологическом и политическом внедрении США и иных международных сил», 1 июня 1989 года. Цит. по: The Tiananmen Papers / ed. by Andrew J. Nathan and Perry Link. Abacus, 2002. P. 450—451
24. 1 2  Что сделал Фонд Сороса в России Как «нежелательная организация» спасала российскую науку, образование и культуру. Архивировано 7 ноября 2019 года..
25. ↑  C. Платонов. Стратегия достижения конвертируемости валюты через создание управляемой многоукладной экономики // После коммунизма М.: Молодая гвардия, ISBN 5-235-01911-3.
26. ↑  Тайная любовь Джорджа Сороса. Архивировано 12 мая 2013 года.. «Lenta.ru», 22.04.2005.
27. ↑  Топ-10 богачей мира, имеющих бизнес в Беларуси. Архивировано 19 апреля 2009 года..
28. ↑  Теодор Шанин. «Настоящий преподаватель не может знать всего…» Архивировано 4 марта 2016 года.
29. ↑  Кононихин Н. Человек в постсоветских пространствах // Агентство культурной информации. — 03.10.2002.
30. ↑  Международный благотворительный фонд имени Д. С. Лихачёва. Югорский государственный университет. Дата обращения: 2 октября 2012. Архивировано из оригинала 27 апреля 2015 года.
31. ↑  Пушкинская библиотека. История. Дата обращения: 2 октября 2012. Архивировано из оригинала 2 июля 2013 года.
32. ↑  Clark, Neil. Soros Profile (англ.). the New Statesman. Дата обращения: 11 февраля 2011. Архивировано 30 сентября 2007 года.
33. ↑  Soros Downplays Role in Georgia Revolution (англ.). Archive.newsmax.com (1 июня 2005). Дата обращения: 11 февраля 2011. Архивировано 7 февраля 2009 года.
34. ↑  Михаил Касьянов. Крючок для олигархов. Дата обращения: 26 февраля 2012. Архивировано 28 июня 2012 года.
35. ↑  Politics (англ.). Georgesoros.com. Дата обращения: 5 августа 2013. Архивировано 11 августа 2013 года.
36. ↑  Вести Экономика ― Сорос поддержит Хиллари Клинтон на выборах в 2016 г. Дата обращения: 28 октября 2013. Архивировано 28 октября 2013 года.
37. ↑  Что связывает миллиардера Сороса с Камалой Харрис Архивная копия от 10 ноября 2024 на Wayback Machine, Российская газета
38. 1 2  Sorvino, Chloe. An Inside Look At The Biggest Drug Reformer In The Country: George Soros. Forbes (2 октября 2014). Дата обращения: 2 октября 2014. Архивировано 9 июля 2020 года.
39. ↑  Soros, George. Why I Support Legal Marijuana. The Wall Street Journal (26 октября 2010). Дата обращения: 2 октября 2014. Архивировано 1 марта 2014 года.
40. ↑  «The Economist’s country of the year», The Economist, Dec 21st 2013. Дата обращения: 4 июня 2021. Архивировано 3 мая 2014 года.
41. ↑  Архивированная копия. Дата обращения: 8 сентября 2019. Архивировано из оригинала 20 февраля 2018 года.
42. ↑  Soros: EU soll für Krieg gegen Russland neue Schulden machen. Архивировано 4 января 2015 года. «Deutsche Wirtschafts Nachrichten», 03.01.2015
43. ↑  Указ Президента УкраЇни №634/2015 "Про нагородження орденом Свободи" (укр.). president.gov.ua (12 ноября 2015). Дата обращения: 12 ноября 2015. Архивировано 16 ноября 2015 года.
44. ↑  Порошенко наградил Джорджа Сороса орденом Свободы. РБК (12 ноября 2015). Дата обращения: 23 июля 2023. Архивировано 23 июля 2023 года.
45. ↑  Financial Times назвала Джорджа Сороса человеком года. Архивировано 12 июля 2020 года. // Interfax
46. ↑  Пол Кругман. Are Currency Crises Self-Fulfilling? Архивировано 13 декабря 2016 года. // NBER Macroeconomics Annual 1996, Volume 11. Ред: Ben S. Bernanke and Julio J. Rotemberg. MIT Press, 1996. ISBN 0-262-02414-4 (англ.)
47. 1 2  Почему крайне правые считают Сороса злодеем и при чём тут «еврейский заговор»? Архивировано 1 октября 2019 года., BBC, 8 сентября 2019
48. ↑  President Biden Announces Recipients of the Presidential Medal of Freedom (англ.). The White House (4 января 2025). Дата обращения: 5 июня 2025.
49. ↑  Triju Zvaigžņu ordeņa domē. 23.10.2002. Дата обращения: 26 сентября 2023. Архивировано 26 сентября 2023 года.
50. ↑  Apdovanotų asmenų duomenų bazė. George Soros
51. ↑  Teenetemärkide kavalerid. George Soros. Дата обращения: 26 сентября 2023. Архивировано 26 сентября 2023 года.
52. ↑  Odznaczenia dla przedstawicieli fundacji z USA. prezydent.pl (12 listopada 2012). Дата обращения: 12 ноября 2012. Архивная копия от 27 июня 2016 на Wayback Machine
53. ↑  M.P. z 2013 r. poz. 263
54. ↑  Postanowienie Prezydenta Rzeczypospolitej Polskiej z dnia 15 lipca 1996 r. o nadaniu orderu. isap.sejm.gov.pl. Дата обращения: 23 октября 2018. Архивная копия от 18 августа 2020 на Wayback Machine
55. ↑  866. Ukaz o podelitvi odlikovanja Častni znak svobode Republike Slovenije, stran 1527. Дата обращения: 19 февраля 2025. Архивировано 26 апреля 2025 года.
56. ↑  Указ Президента Украины от 12 ноября 2015 года № 634/2015 «О награждении орденом Свободы». Дата обращения: 25 февраля 2023. Архивировано 25 февраля 2023 года.
57. ↑  Богата киргизская земля героями. Акаев наградил Сороса орденом "Манаса". Дата обращения: 25 февраля 2023. Архивировано 31 января 2021 года.
58. ↑  Wiener Ehrenzeichen für George Soros. ORF.at, 14. November 2019
59. ↑  05 06 2019 Um 11:47. George Soros erhält Schumpeter-Preis 2019 (нем.). Die Presse (5 июня 2019). Дата обращения: 1 июня 2020.
60. ↑  Казенас В. Л. (1996). Два новых вида ос рода Pseudoscolia Radoszkowski (Hymenoptera, Sphecidae) из Бадхызского заповедника (Туркменистан). Вестник зоологии (Киев), 3: 58—60.